# والتر غوردي
والتر غوردي (بالإنجليزية: Walter Gordy)‏ هو عالم الكيمياء الفيزيائية ‏ أمريكي، ولد في 20 أبريل 1909 في مقاطعة نيوتن في الولايات المتحدة، وتوفي في 6 أكتوبر 1985.